# Rebuild of Evangelion
Rebuild of Evangelion (jap. (ヱヴァンゲリヲン新劇場版 Evangelion shin gekijōban) – tetralogia będąca remakiem anime Neon Genesis Evangelion.
We wrześniu 2006 roku japoński magazyn „Newtype” doniósł, że latem 2007 roku w kinach zadebiutuje pierwsza część Rebuild of Evangelion. 9 września 2006 na oficjalnej stronie Gainaxu potwierdzono tę informację, dodając, że całość składać będzie się z czterech części. Pierwsze trzy będą przypomnieniem serii telewizyjnej, zawierającym jednak m.in. nowe sceny, a ostatnia pozwoli na inną interpretację przedstawionej w serialu historii.

## Filmy
| Tytuł polski                             | Tytuł angielski                         | Tytuł japoński                                                          | Data premiery (Japonia) | Data premiery (Polska) |
| ---------------------------------------- | --------------------------------------- | ----------------------------------------------------------------------- | ----------------------- | ---------------------- |
| Evangelion 1.11 (Nie) jesteś sam         | EVANGELION:1.0 You Are (Not) Alone      | Evangelion shin gekijōban: Jo (jap. ヱヴァンゲリヲン新劇場版:序)        | 1 września 2007         | 6 lipca 2010           |
| Evangelion 2.22 (Nie) możesz iść naprzód | EVANGELION:2.0 You Can (Not) Advance    | Evangelion shin gekijōban: Ha (jap. ヱヴァンゲリヲン新劇場版:破)        | 27 czerwca 2009         | 13 sierpnia 2021       |
| Evangelion 3.33 (Nie) możesz powtórzyć   | EVANGELION:3.0 You Can (Not) Redo       | ヱヴァンゲリヲン新劇場版:Q (Evangelion shin gekijōban: Kyū)             | 17 listopada 2012       | 13 sierpnia 2021       |
| Evangelion 3.0+1.01 Od-nowa              | Evangelion: 3.0+1.0: Thrice Upon A Time | Shin Evangelion gekijōban:\|\| (jap. シン・エヴァンゲリオン劇場版:\|\|) | 8 marca 2021            | 13 sierpnia 2021       |

## EVANGELION:1.0 You Are (Not) Alone
Pierwszy film tetralogii odpowiada pierwszym sześciu odcinkom oryginalnej serii telewizyjnej. Fabuła filmu nie różni się znacząco od fabuły serii telewizyjnej; wiele scen w filmie jest niemal identycznych z odpowiadającymi im scenami z serii, z tym, że przy ich tworzeniu wykorzystano tym razem grafikę 3D CG technology, co nie było możliwe w 1995 roku.
Jedną z różnic jest logo NERV-u i SEELE. Dwie wersje nowego logo zawierają w sobie słowo NERV ze starym mottem God’s in his heaven, all’s right with the world, czyli Bóg w swych niebiosach, ze światem wszystko w porządku. Zachowano również liść figowy z oryginalnego logo. Drugi projekt to oryginalne logo, z tym, że litera V w słowie NERV została zmieniona. Nowe logo SEELE powiela stary projekt (trójkąt z siedmioma oczami), ale całość oplata wąż, znajduje się na nim również napis Überm Sternenzelt richtet Gott, wie wir gerichtet, który pochodzi z 71. i 72. wiersza Ody do radości Friedricha Schillera.  
Już w tym filmie, a więc znacznie wcześniej niż w serii telewizyjnej, ujawnione zostaje istnienie Lilith, przetrzymywanej w podziemiach bazy NERV-u; Lilith jest już ukrzyżowana i przebita Włócznią Longinusa. Przed finałową walką z Ramielem Misato pokazuje Shinjiemu Lilith, wyjaśniając przy tym, że to ona jest przyczyną, dla której Anioły atakują Tokyo-3. Lilith ma w filmie inną maskę niż w serii telewizyjnej, kształtem przypominającą bardziej „maskę” Sachiela; ponadto na jej piersi widoczna jest ogromna blizna.
W filmie Tokyo-3 atakują kolejno trzy Anioły: Sachiel, Shamshel i Ramiel. Sachiel i Shamshel nie różnią się znacząco od swoich odpowiedników z serii telewizyjnej, Ramiel natomiast zyskał zdolność zmieniania kształtu podczas emisji niszczycielskiego promienia.
W ostatniej scenie filmu pojawia się Kaworu Nagisa, przebywający w bazie na Księżycu, gdzie odbywa krótką rozmowę z członkami SEELE, komunikującymi się z nim za pośrednictwem hologramów-monolitów. W tej samej bazie znajduje się też gigantyczny biały humanoid, którego twarz zakryta jest maską podobną do maski Lilith z serii telewizyjnej.
Film Evangelion 1.11 (Nie) jesteś sam zarobił 2 miliardy jenów, uplasowując się na piętnastym miejscu najlepiej zarabiających filmów w Japonii w 2007 roku.

## EVANGELION:2.0 You Can (Not) Advance
Japońska premiera tego filmu miała miejsce 27 czerwca 2009 r. W filmie pojawiają się m.in. Asuka Langley Shikinami (jej japońskie nazwisko w filmie zmieniono ze znanego z serii telewizyjnej „Sōryū”), Ryōji Kaji i nowa postać - pilot Evangeliona Jednostki 05, Mari Illustrious Makinami. W filmie pojawiają się też kolejne Evangeliony (Jednostka 02, Jednostka 03 i dwa nowe Evangeliony - Jednostka 05 i Jednostka 06, która przybywa na Ziemię z Księżyca razem ze swym pilotem, Kaworu Nagisą; wzmiankowany jest też los jednostki 04), oraz pięć Aniołów - dwa nowe i trzy znane z serii telewizyjnej: Sahaquiel, Bardiel i Zeruel.
Film Evangelion shin gekijōban: Ha (jap. ヱヴァンゲリヲン新劇場版:破) zarobił 4 miliardy jenów, uplasowując się na czwartym miejscu najlepiej zarabiających filmów w Japonii w 2009 roku.

## EVANGELION:3.0 You Can (Not) Redo
Film Evangelion shin gekijōban: Q (jap. ヱヴァンゲリヲン新劇場版:Q) zarobił ponad 5 miliardów jenów, uplasowując się na czwartym miejscu najlepiej zarabiających filmów w Japonii w 2012 roku.

## Evangelion: 3.0+1.0: Thrice Upon A Time
Nagrania dialogów filmu rozpoczęły się w marcu 2019 roku. W lutym 2020 seiyū Megumi Ogata powiedziała podczas wywiadu, że nagrania do filmu zostały zakończone.
Pierwotnie premiera filmu została zapowiedziana na 27 czerwca 2020 roku w Japonii, jednakże ze względu na pandemię COVID-19 była ona kilkukrotnie przesunięta. Ostatecznie film był wyświetlany od 8 marca 2021 roku.
Film ten zarobił ponad 10,28 miliarda jenów, uplasowując się na pierwszym miejscu najlepiej zarabiających filmów w Japonii w 2021 roku.